# Миноносцы типа G-169
Миноносцы типа G-169 — тип эскадренных миноносцев (по официальной классификации — больших миноносцев), состоявший на вооружении Военно-морского флота Германии в период Первой мировой войны. Всего было построено 4 миноносца этого типа (три по программе 1908 года, последний миноносец серии — по программе 1909 года.

## Энергетическая установка
На кораблях типа в качестве ГЭУ была установлена паровая турбина системы Парсонса мощностью 16 610 л. с., состоящая из трёх военно-морских угольных и одного военно-морского нефтяного котла. Максимальные запасы топлива на эсминцах типа составляли 116 тонн угля и 74 тонны нефти.

## Вооружение
Миноносцы вооружались 2х1 88-мм (8.8cm SK L/30 C/89) орудиями. Торпедное вооружение эсминцев состояло из 3 450-мм торпедных аппаратов.

## Список миноносцев типа[2]
| Название | Дата закладки | Дата спуска на воду | Дата вступления в состав флота | Примечания                                                              |
| -------- | ------------- | ------------------- | ------------------------------ | ----------------------------------------------------------------------- |
| G-169    | 1908          | 29 декабря 1908     | 29 апреля 1909                 | Исключён из списков флота 5 августа 1920.                               |
| G-170    | 1908          | 3 марта 1909        | 14 июля 1909                   | Исключён из списков флота 22 марта 1921.                                |
| G-171    | 1908          | 28 мая 1909         | 4 января 1910                  | Затонул 14 сентября 1912 года после столкновения с линкором «Царинген». |
| G-172    | 1909          | 10 июля 1909        | 4 января 1910                  | 7 июля 1918 подорвался на мине в Северном море.                         |